# Johannes von Paris
Johannes von Paris, auch genannt Johannes der Taube oder Johannes Quidort bzw. Jean Quidort (* um 1255/60 in Paris; † 22. September 1306 in Bordeaux) war ein Philosoph und Theologe der Spätscholastik und der Pariser Thomistenschule. Er lebte an der Pariser Universität und wurde französisch Jean Le Sourd, im mittelalterlichen Latein Johannes De Soardis und auch Surdus oder Monoculus genannt.
Bekannt machte ihn insbesondere sein klares Eintreten für die Selbständigkeit der weltlichen Macht gegenüber dem päpstlichen Suprematieanspruch, als es zwischen König Philipp IV. (Frankreich) und Papst Bonifaz VIII. zum Konflikt kam. Die Entwicklung seiner dualistischen Herrschafts-Konzeption macht ihn zu einem Vorläufer von Marsilius von Padua und Wilhelm von Ockham.

## Leben
Um 1255/1260 in Paris geboren, war Johannes seit mindestens 1290, seinem Eintritt in den Dominikanerorden, Magister artium (entspricht etwa dem heutigen Assistenz-Professor). Nachdem er 1286 für einige seiner theologischen Positionen „verdammt“ worden war, konnte er sich aber später erklären und war rehabilitiert. In den 1290er Jahren schrieb er eine Reihe theologischer Werke und Predigten, in denen er unter anderem die Lehre seines Ordensbruders Thomas von Aquin gegen Wilhelm de la Mare aus der Bonaventuraschule verteidigt, und sich gegen die Lehren des Arnold von Villanova wendet. Schon in seinen engagierten Schriften zur Verteidigung der Lehre des Thomas von Aquin gegen franziskanische Kritiker, zeigt Quidort sich als streitbarer Mann. In dieser Zeit entstanden auch einige philosophische und naturwissenschaftliche Traktate (Quodlibetum). Nach 1300 lebte Quidort im berühmten Dominikanerkonvent St. Jacques zu Paris.
Seine politische Hauptschrift De potestate regia et papali ('Über königliche und päpstliche Gewalt') entstand wohl Ende 1302/Anfang 1303, zumindest offenbar bevor die Bulle Unam sanctam in Paris bekannt wurde. In diesem Werk bestimmt er das Verhältnis von geistlicher und weltlicher Gewalt, indem er die zwei Schwerter des Neuen Testaments (vgl. Lk 22,38) als beide von Gott eingesetzt, und damit als gleichwertige Mächte nebeneinander begreift. Mit dieser Negation des päpstlichen Anspruchs auf Oberherrschaft über den französischen König, und seiner Unterschrift unter die Forderung des königlichen Hofes nach einem Konzil zur Beilegung des Streits, gerät Quidort besonders in Gegensatz zur Kurie und zu Heinrich von Cremona, Jakob von Viterbo und Aegidius Romanus. Letzterer war Erzbischof von Bourges und wurde Quidorts späterer Gegner im Streit um die Transsubstantiationlehre.
1304 wurde Quidort auch Magister der Theologie. Wegen seiner eigenwilligen Abendmahlslehre, die er in Determinatio 1304 zum Ausdruck gebracht hatte, wurde er vom Bischof von Paris und einer Theologenkommission 1305 zensuriert und aus der Universität ausgeschlossen. Seine Impanationslehre (Erklärungsmodell für die Gegenwart Christi in der Eucharistie) erläutert er in der Schrift De transsubstantiatione panis et vini in sacramento altaris. Darin leugnet er die gültige Transsubstantiationslehre der Kirche zwar nicht, will sie aber auch nicht als Glaubenswahrheit ansehen. Quidort wollte seine Position gegenüber Papst Clemens V. (1305–1314) verteidigen und reiste dazu nach Bordeaux, wo die Kurie gerade weilte. Doch noch vor der endgültigen Entscheidung verstarb Quidort.

## Dualistische Zweigewaltenlehre
Mit der Wende von Bonifaz VIII. zu Clemens V. endeten die überhöhten päpstlichen Machtansprüche und eine Abhängigkeit des Papstes vom französischen König, der nun in Avignon residierte, begann. Diese Auseinandersetzung wurde durch eine, teilweise polemisch geführte, literarisch-theologische Debatte begleitet. Dabei standen sich zwei Arten der Zweigewaltenlehre gegenüber: Die hierokratische, in der die weltliche Gewalt praktisch in der geistlichen aufgeht und sich das Königtum dem Papst unterzuordnen hat, und die dualistische, die auch Quidort vertrat.
Mittels des Aristotelismus des Thomas von Aquin stellt Quidort die Unabhängigkeit der Staatsgewalt heraus, meist in den Worten von Thomas selbst, aus dessen Fürstenspiegel er ganze Abschnitte übernommen hat. Ausgehend von der Gleichursprünglichkeit der beiden Gewalten, geistliche (Papst) und weltliche (König), folgert Quidort ihre prinzipielle Gleichrangigkeit. Beide seien aus einer höheren Gewalt (Gott) abgeleitet, und wegen dieses gleichen Ursprungs könnten beide Sphären eine je eigene Struktur besitzen.
Das Priestertum rechnet er dabei der Heilsgeschichte und der Sphäre der spiritualia zu. Die Königsherrschaft, das regnum, wurzelt dagegen in den ontologischen Voraussetzungen des Menschseins. Das Priesteramt, welches zwischen Gott und den Menschen vermittelt, tritt für Quidort erst durch die Erscheinung Christi in sein eigentliches Recht. Dagegen gäbe es das Naturrecht der Könige, also die politische Herrschaft, seit dem ersten Auftreten der Menschen. Die Notwendigkeit politischer Organisation ist also, ganz nach Aristoteles, eine Folge aus den natürlichen menschlichen Veranlagungen als gesellschaftliches und politisches Lebewesen (animal sociale et politicum). Quidort führte auch ein kaum widerlegbares historisches Argument an, dass auch Frankreich als Missionsland, bereits vor der Christianisierung politisch verfasst war. Das Königtum also 'älter' als die päpstliche Gewalt sei. Die Legitimität der weltlichen Macht könne deshalb nicht vom Priestertum herrühren.
Da beide Gewalten unterschiedliche Strukturen haben, kann Quidort die Weltkirche als Einheit denken, den damals sich herausbildenden Nationalstaaten (Frankreich) aber ein eigenes Daseinsrecht, auch jenseits des Weltkaisertums, zubilligen. Gott habe offenbar eine Weltkirche gewollt, so Quidort, aber eben keinen Weltstaat. Die Menschen fühlten auch keinen natürlichen Trieb und keine „Verpflichtung aus göttlichem Recht, sich auf einen höchsten Weltherrscher hin ordnen zu lassen.“ Die Vielfalt bei gleichzeitiger Einheit ergibt sich aus der aristotelischen Philosophie. Die Seelen sind über die menschliche Wesensform miteinander verbunden und besitzen die gleiche Seinsqualität, die somit auch die Einheit der Menschen begründet. Die offenbaren körperlichen Unterschiede (beispielsweise durch verschiedene Klimazonen) führen zu sozialen Unterschieden, die auch verschiedene politische Systeme erklärten.
Das kirchliche Eigentum gilt Quidort dabei als Gemeineigentum, das von einer einheitlichen Gewalt verwaltet werden müsse. Über das Eigentum der Laien sei aber jeder sein eigener Herr, da es durch eigene Anstrengung erworben wurde. Jeder Mensch ist also sein eigener Verwalter, weder Fürst noch Papst dürfen in dieses Eigentumsrecht eingreifen. Die weltliche Macht ist insbesondere dazu da, die zwangsläufig entstehenden Konflikte zwischen privaten Eigentümern im Sinne einer gerechten Entscheidung beizulegen. Diese Unterscheidung zwischen Eigentumsrecht und Herrschaft ist eine der wichtigsten Leistungen von Quidorts Theorie.
Die Person, die Herrschaft über andere Menschen hat, wird durch die Zustimmung der Menschen (per consensum hominum) eingesetzt: beim König, wie auch beim Papst, durch einen Wahlakt (electio). Da beide durch den Menschen bestimmt sind, können diese für Quidort auch bei Amtsverfehlungen enthoben werden. Dazu bleiben beiden Sphären Eingriffsrechte in die andere, wenn die „normalen“ Korrektionsmöglichkeiten nicht greifen und die gute Gesellschaft (bonum commune) auf dem Spiel steht. So formuliert Quidort konsequent: „Es ist dem Fürsten erlaubt, den Missbrauch des geistlichen Schwerts so zurückzuweisen, wie er es vermag, auch durch sein materielles Schwert, […] denn sonst trüge er sein Schwert ohne Grund.“ Die Drohung gegenüber Bonifatius VIII. ist hier deutlich herauszuhören, oder, wie Jürgen Miethke schreibt, hat Quidort damit eine „Gewaltaktion – wie das Attentat von Anagni (1303) – nicht nur vorweg gebilligt, sondern theoretisch begründet, ja anscheinend sogar gefordert.“
Quidorts Schlussfolgerungen zeigen, dass auch eine gemäßigte Theorie (via media), wie er sie anstrebte, zur Begründung radikaler politischer Maßnahmen in der Lage war.

## Ausgaben und Übersetzungen
- Fritz Bleienstein: Johannes Quidort von Paris über königliche und päpstliche Gewalt (De regia potestate et papali). Stuttgart 1969.